# Riaguas de San Bartolomé
Riaguas de San Bartolomé ist ein Ort und eine nordspanische Gemeinde (municipio) mit 27 Einwohnern (Stand: 2024) in der Provinz Segovia in der Autonomen Gemeinschaft Kastilien-León. 

## Lage und Klima
Die Gemeinde Riaguas de San Bartolomé liegt etwa 80 km (Fahrtstrecke) nordöstlich von Segovia in einer mittleren Höhe von ca. 930 m. Das Klima ist im Winter rau, im Sommer dagegen gemäßigt bis warm; Regen (ca. 570 mm/Jahr) fällt übers Jahr verteilt.

## Bevölkerungsentwicklung
| Jahr      | 1970 | 1981 | 1991 | 2001 | 2011 | 2021 |
| Einwohner | 180  | 103  | 79   | 90   | 36   | 26   |

## Sehenswürdigkeiten

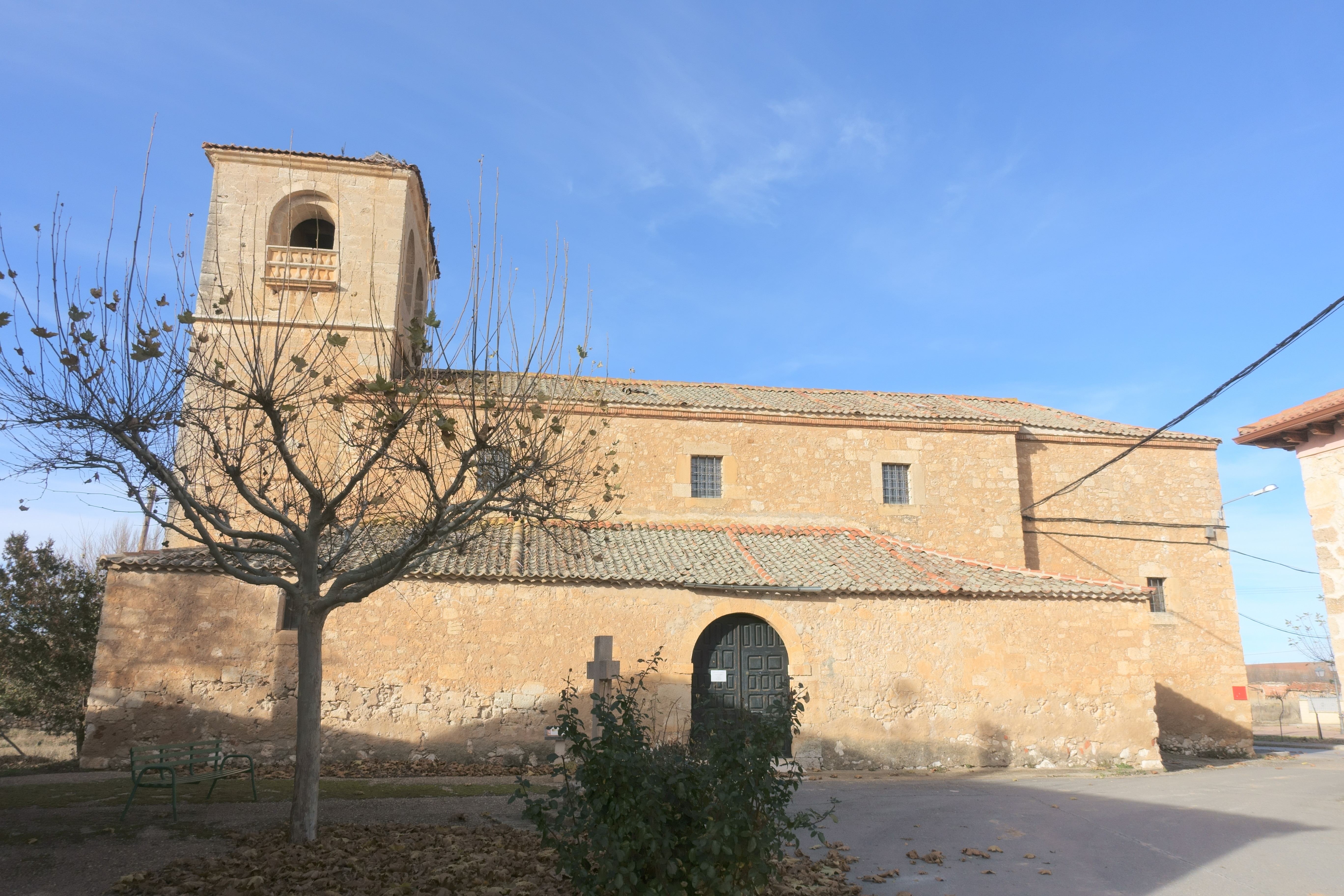
Bartholomäuskirche
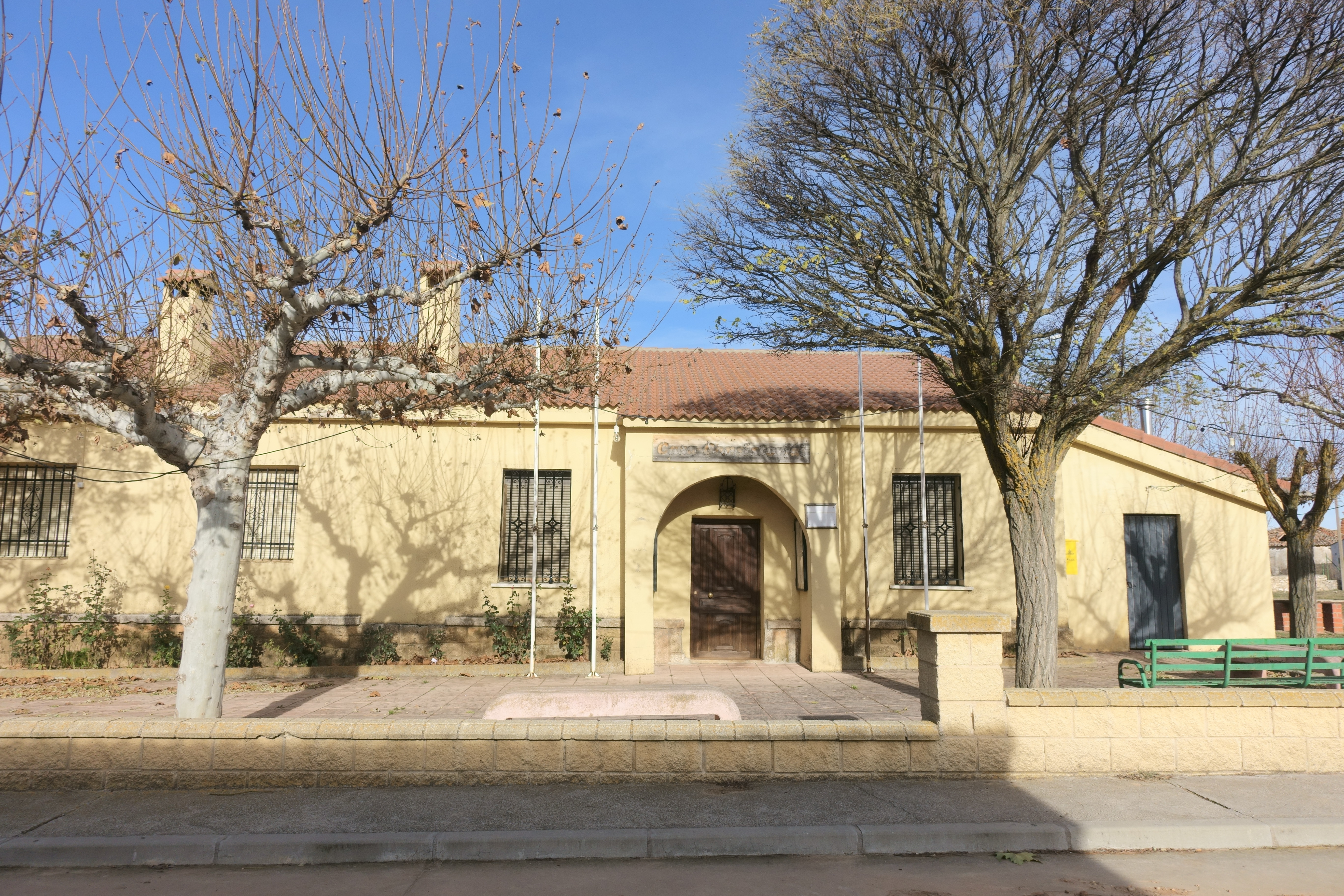
Rathaus

- Bartholomäuskirche
- Rathaus